# 1640 Nemo
1640 Nemo este o planetă minoră (asteroid) din Mars-crossing asteroid⁠(d). A fost descoperită pe 31 august 1951 la Observatorul Regal al Belgiei⁠(d) de Sylvain Arend⁠(d) și a fost numită după Căpitanul Nemo. 
Obiectul prezintă o orbită caracterizată de o semiaxă mare de 2,288742 UAi, o excentricitate de 0,34, o înclinație de 7,10803 ° în raport cu ecliptica.